# Pawel Nikolajewitsch Kulikow
Pawel Nikolajewitsch Kulikow (russisch Павел Николаевич Куликов, englische Transkription Pavel Nikolaevich Kulikov; * 29. Juni 1992) ist ein russischer Skeletonpilot.

## Werdegang
Pawel Kulikow lebt in Sankt Petersburg und betreibt Skeleton seit 2011. Trainiert wird er von seinem Vater, einem ehemaligen Bobsportler. Im Winter 2012/13 gab er sein Debüt in den internationalen Rennserien der IBSF im Europacup, wo er bereits in seiner ersten Saison einen dritten Platz in Igls und einen Sieg in Altenberg erreichte. Im März 2013 nahm er zudem an zwei Rennen beim Nordamerikacup in Lake Placid teil, die er ebenfalls gewann. 2013/14 war er nicht bei internationalen Rennen am Start. 2014/15 startete er bei fünf der acht Saisonrennen im Intercontinentalcup und wurde dabei zweimal Sieger und dreimal Zweiter. Obwohl er drei Rennen ausließ und stattdessen erstmals an zwei Rennen im Weltcup teilnahm, wurde er damit Dritter in der Gesamtwertung. Bei seinen beiden Weltcupstarts erreichte er einen 10. und einen 11. Rang. Bei der Junioren-WM in Altenberg wurde Kulikow Siebter und bei der Weltmeisterschaft in Winterberg belegte er den 13. Platz.